# خانه ترکیان
خانه ترکیان مربوط به اواخر دوره قاجار - اوایل دوره پهلوی است و در شهرستان کاشان، بخش مرکزی، شهر کاشان، فین بزرگ، جنب حسینیه حیدری واقع شده و این اثر در تاریخ ۱ اردیبهشت ۱۳۸۸ با شمارهٔ ثبت ۲۶۵۸۷ به‌عنوان یکی از آثار ملی ایران به ثبت رسیده است.